# 다카다 가즈미
다카다 가즈미(일본어: 高田 一美, 1951년 6월 28일 ~ 2009년 10월 1일)는 일본의 전 축구 선수이다.

## 국가대표팀 경력
그는 1970년 아시안 게임에 참가할 일본 국가대표팀에 발탁되었으며, 12월 12일 크메르와의 경기에서 데뷔했다. 그는 1975년까지 국제 A매치 통산 16경기에 출전했다.
2009년 10월 1일, 다카다는 췌장암으로 인해 58세의 나이로 사망하였다.

## 통계
| 일본 | 일본 | 일본 |
| 연도 | 출전 | 득점 |
| ---- | ---- | ---- |
| 1970 | 4    | 0    |
| 1971 | 0    | 0    |
| 1972 | 5    | 0    |
| 1973 | 3    | 0    |
| 1974 | 0    | 0    |
| 1975 | 4    | 0    |
| 통산 | 16   | 0    |